# Horebeke
Hoorebeke, en néerlandais Horebeke est une commune néerlandophone de Belgique située en Région flamande, dans la province de Flandre-Orientale.

## Sections de la commune
| # | Section                   | Superf. (km²) | Habitants (2020) | Habitants par km² | Code INS |
| - | ------------------------- | ------------- | ---------------- | ----------------- | -------- |
| 1 | Hoorebeke-Sainte-Marie    | 7,68          | 1.481            | 193               | 45062A   |
| 2 | Hoorebeke-Saint-Corneille | 3,57          | 541              | 152               | 45062B   |

## Héraldique
|  | La commune possède des armoiries qui lui ont été octroyées le 11 mars 1986. Elles sont identiques à celles de l'ancienne municipalité de Sint-Maria-Horebeke, sans le support. Les armoiries de Sint-Maria-Horebeke lui avaient été octroyées le 2 septembre 1818 et le 28 février 1931 avec le support. Ces armoiries étaient basées sur celles de la Baronnie de Schorisse, à laquelle le village a historiquement appartenu. Les armoiries ont été utilisées pour la première fois par la famille Gavere à la fin du XIIIe siècle. Le domaine et la baronnie de Schorisse étaient une possession de la famille jusqu'en 1503. En 1818, les armoiries furent accordées aux couleurs nationales néerlandaises, étant donné qu'en 1813 le maire les appliqua sans indiquer les couleurs. Les armoiries ont donc été attribuées aux couleurs nationales. Pour distinguer ces armoiries de celles des voisins de Sint-Kornelis-Horebeke, une lettre M a été ajoutée. En 1931, la lettre fut retirée, les couleurs et la composition restaurées et le saint patron local, Sainte Marie, fut ajouté comme support. Blasonnement : D'or au double orle fleurdelisé et contrefleurdelisé de sinople au chevron de gueules brochant sur le tout. Source du blasonnement : Heraldy of the World. |

## Démographie

### Évolution démographique
Graphe de l'évolution de la population de la commune. Les données ci-après intègrent les anciennes communes dans les données avant la fusion en 1977.
- Source : DGS - Remarque: 1806 jusqu'à 1970=recensement; depuis 1971=nombre d'habitants chaque 1er janvier[3]

## Communauté protestante
La paroisse Corsele à Hoorebeke-Sainte-Marie possède une église protestante qui date de 1872 et un musée consacré à Abraham Hans (l'ancien instituteur du village et poète protestant) dans l'école paroissiale construite en 1812. Il y a des protestants à Hoorebeke-Sainte-Marie depuis la Réforme du XVIe siècle.